# Otto Walkhoff
Friedrich Otto Walkhoff, född 23 april 1860 i Braunschweig, död 8 juni 1934 i Berlin, var en tysk odontolog.
Walkhoff var 1901–1922 professor i odontologi vid universitetet i München och 1922–1927 professor vid universitetet i Würzburg. Han vann erkännande särskilt för ett flertal grundliga undersökningar rörande urmänniskans och de människolika apornas tandsystem och käkbildning. Han var en av de första tandläkare som använde den nyss upptäckta röntgenstrålningen. Dessutom upptäckte han att möss med tumörer som behandlas med radium senare dog i sjukdomen. Flera experiment utförde han i självförsök.